# Tangail (distrikt)
Tangail (engelska: Tangail District) är ett distrikt i Bangladesh.   Det ligger i provinsen Dhaka, i den centrala delen av landet, 80 km nordväst om huvudstaden Dhaka. Antalet invånare är 3 605 083. Arean är 3 414 kvadratkilometer.
Terrängen i Tangail är mycket platt.
Trakten runt Tangail består till största delen av jordbruksmark. Runt Tangail är det mycket tätbefolkat, med 1 221 invånare per kvadratkilometer.